# الحزب الحر الدستوري الجديد
الحزب الحر الدستوري الجديد هي تسمية أبرز حزب جماهيري ظهر على الساحة التونسية خلال مرحلة النضال الوطني، وآلت إليه مقاليد الدولة بعد الاستقلال (1956). سمي بعد ذلك بالحزب الاشتراكي الدستوري وأخيرا بالتجمع الدستوري الديمقراطي.

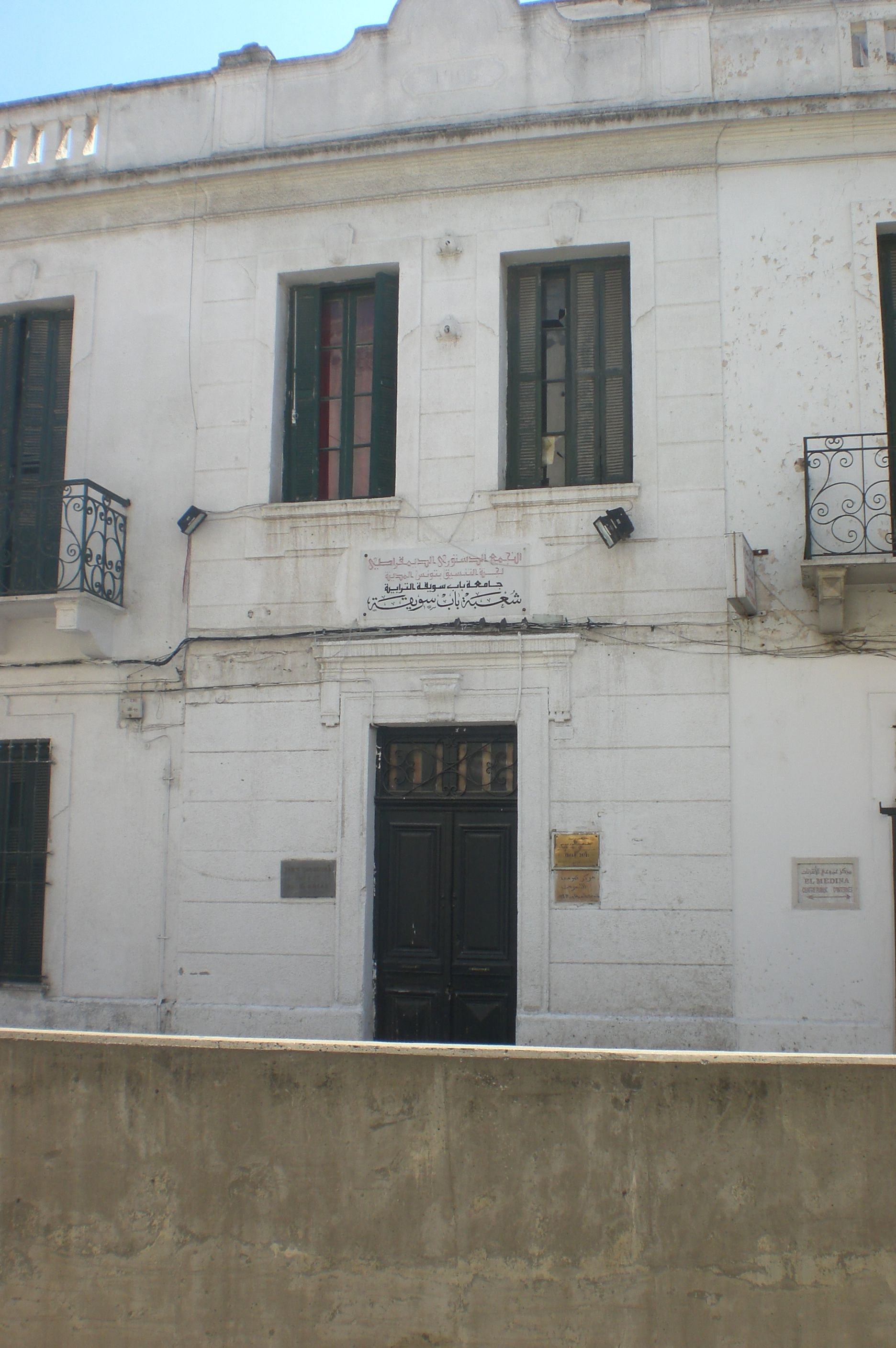
المقر القديم للحزب الحر الدستوري الجديد في باب سويقة

## تأسيسه

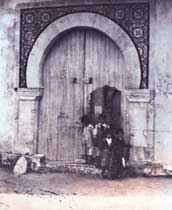
دار عياد التي احتضنت المؤتمر التأسيسي

الاسم الرسمي لهذا الحزب هو الحزب الحر الدستوري التونسي وقد أضيفت إليه عبارة الجديد، كما كان يعرف أيضا بالدستور الجديد، لتمييزه عن الحزب الحر الدستوري الذي أسسه الشيخ عبد العزيز الثعالبي سنة 1920 والذي أصبح يعرف بعد ظهور الحزب الجديد بالحزب القديم.
- أسسه عدد من المبعدين أو المنشقين عن الحزب الحر الدستوري التونسي وعلى رأسهم الطبيب محمود الماطري والمحامي الحبيب بورقيبة... ظهر الدستور الجديد في المؤتمر الذي انعقد يوم 2 مارس/آذار 1934 بمدينة قصر هلال بالساحل التونسي. وقد سميت هيئته القيادية العليا بالديوان السياسي وتشكلت آنذاك من خمسة عناصر وتولى رئاسته محمود الماطري وكتابته العامة الحبيب بورقيبة، أما الهيئة القيادية الثانية فعرفت بالمجلس الملي.

### أول ديوان سياسي للحزب

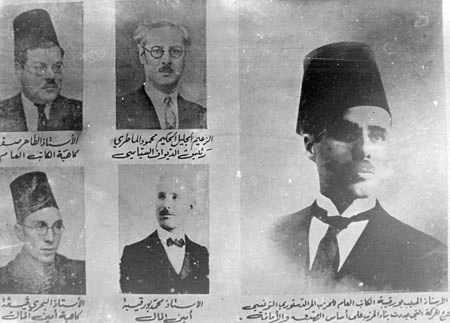
صورة لأول ديوان سياسي للحزب الحر الدستوري الجديد

- رئيس الديوان السياسي: محمود الماطري.
- الكاتب العام: الحبيب بورقيبة.
- كاهية الكاتب العام: الطاهر صفر.
- أمين المال: محمد بورقيبة.
- كاهية أمين المال: البحري ڤيڤة.

## في الثلاثينات
- اتجه قادة الحزب الدستوري الجديد إلى القاعدة الشعبية من خلال ما سمي بعد ذلك بالاتصال المباشر. وقد استطاعوا أن يكسبوا إلى جانبهم أعدادا كبيرة من المتعاطفين. كما استعملوا الصحافة حيث كانت لهم صحيفة رسمية كانوا ينتقدون على صفحاتها نظام الحماية.
- وفي 3 سبتمبر 1934 ألقي القبض على قياداته ونفوا إلى الجنوب التونسي، وبقوا هناك إلى أن صعدت الأحزاب اليسارية ممثلة في الجبهة الشعبية إلى السلطة بفرنسا في ربيع 1936. فأطلق سراحهم وسمح لهم بحرية الحركة من جديد. واستمرت هذه الفترة إلى أن عقد الحزب مؤتمره الثاني (أكتوبر- نوفمبر 1937) حيث أعلن سحب ثقته من الحكومة القائمة. وبدأ الوضع يتوتر وصولا إلى الاصطدامات الدامية في شهر أفريل/نيسان 1938 وألقي القبض على قياداته من جديد وبقوا بالسجن بفرنسا إلى أن أطلق سراحهم خلال فترة احتلال المحور لتونس (نوفمبر 1942-ماي 1943).

## في الأربعينات

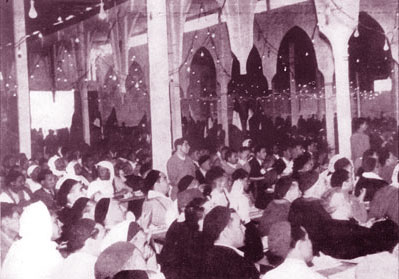
المشاركون في المؤتمر - 17 أكتوبر 1948. دار سليم

تعاطف مسيرو الحزب وقادته خلال فترة الاحتلال المحوري مع المحور، خلافا لبورقيبة الذي عبر عن مساندته للحلفاء. وبعد أن وضعت الحرب أوزارها، تولى قيادة الحزب المحامي صالح بن يوسف الذي سعى إلى إحاطة حزبه بعدد من المنظمات المهنية والنقابية والاجتماعية. بما مكنه من استعادة السيطرة على الساحة الوطنية وأصبح بالفعل الحزب الأكبر على الساحة الوطنية. وفي تلك الفترة كان بورقيبة قد انتقل إلى المشرق العربي، ولكن خوفا على مكانته داخل حزبه سارع بالعودة إلى تونس في سبتمبر /أيلول 1949.

## في الخمسينات
- دخل الحزب منذ أوت/آب 1950 في تجربة للتفاوض من أجل الوصول بالبلاد إلى الاستقلال الداخلي. وقد مثله في الحكومة التفاوضية التي تشكلت للغرض أمينه العام صالح بن يوسف حيث تقلد وزارة العدلية، كما دخل تلك الوزارة رئيسه السابق محمود الماطري. غير أن تلك التجربة أسفرت عن الفشل، واتجهت الأمور إلى الصدام في جانفي / كانون الثاني 1952 وقد عرفت هذه الفترة بالثورة التي استمرت إلى سنة 1954.
- في جويلية 1954 أعلن بيار منديس فرانس رئيس مجلس الوزراء الفرنسي عن استعداد بلاده الاعتراف لتونس باستقلالها الداخلي. وقد رحب الحزب بذلك ودخل الحكومة التي تشكلت للغرض. وأسفرت المفاوضات إلى إبرام اتفاقيات الاستقلال الداخلي بتاريخ 3 جوان/حزيران 1955. وعاد بورقيبة قبل ذلك بيومين واستقبل استقبالات حارة.
- غير أن الخلاف الداخلي قد بدأ يتبلور حول تلك الاتفاقيات داخل الحزب نفسه إلى أن ظهر إلى العلن، وقد اعتبر صالح بن يوسف تلك الاتفاقيات خطوة إلى الوراء في حين اعتبرها بورقيبة خطوة إلى الأمام. وتطور الخلاف إلى صدام عنيف ذهب ضحيته العديد من الوطنيين.
- ولكن دعما للشق البورقيبي في ذلك الصراع عجلت فرنسا بالاعتراف بالاستقلال التام لتونس يوم 20 مارس/آذار 1956.

## في الحكم
- تولى الحزب الحر الدستوري الجديد مقاليد السلطة بتونس، وقد فاز -في إطار الجبهة القومية التي ضمت ما يعرف بالمنظمات القومية (الاتحاد العام التونسي للشغل، اتحاد الصناعة والتجارة...)- بالفوز في انتخابات المجلس التأسيس، وشكل الوزارة التي أسندت إلى زعيمه الحبيب بورقيبة. وفي 25 جويلية /تموز 1957 أعلن عن قيام النظام الجمهوري وإلغاء النظام الملكي.
- اقتصاديا اتبع الحزب الحر الدستوري الجديد خلال السنوات الأولى للاستقلال سياسة ليبرالية تعتمد على المعونات الخارجية. ولكن منذ سنة 1961 أصبح يميل إلى الاشتراكية، وتبناها رسميا في مؤتمره المنعقد في بنزرت في أكتوبر 1964 وغير تسميته في ذلك المؤتمر وأصبح يسمى بالحزب الاشتراكي الدستوري.

## مؤتمرات الحزب
- مؤتمر البعث بقصر هلال (2 مارس 1934).
- المؤتمر الثاني: مؤتمر نهج التريبونال (30 أكتوبر - 2 نوفمبر 1937).
- المؤتمر الثالث: مؤتمر دار سليم (17-18 أكتوبر 1948).
- المؤتمر الرابع: مؤتمر سيدي محرز (18جانفي 1952).
- المؤتمر الخامس: مؤتمر صفاقس (15-18 نوفمبر 1955)
- المؤتمر السادس: مؤتمر «النصر» (سوسة 2-5 مارس 1959).
- المؤتمر السابع: مؤتمر «المصير»:(بنزرت 19-22 أكتوبر 1964)، وهو المؤتمر الذي غير فية اسم الحزب.